# Léo Gestelys
Léo Gestelys, né Léon Geestelink le 5 octobre 1885 à Maromme et mort en 1973, est un romancier français. Il a utilisé les pseudonymes de Roger Delvart et Jean Jilbucq.

## Biographie
Fils de Léon Noël Geestelink, coupeur en chaussures, et de Virginie Constance Ducroq, son épouse, Léon Ferdinand Geestelink naît à Maromme en 1885.
Devenu artiste dramatique, il épouse en 1916 à Paris la comédienne Marguerite Coppens de Norlandt, fille de l'intendant général Auguste Marie Coppens de Norlandt, qui deviendra romancière sous le nom de Marguerite Geestelink.
Sous le nom de Léo Geestelink, et parfois Roger Delvart ou Jean Jilbucq, il publie à partir des années 1930 de nombreux romans populaires et policiers, et quelques romans de science-fiction.
Il meurt en 1973.